# テトリス (映画)
『テトリス』 (英：Tetris) は、2023年の映画。Apple TV+ で配信された同サービスのオリジナル映画である。

## あらすじ
1980年代後半、まだ分厚い鉄のカーテンが降ろされた内側で4つのブロックからなるテトリミノをうまく積み重ね、横一列が埋まると消えるという単純なゲーム、テトリスが誕生した。そのゲームは鉄の壁をも越え、西側諸国の資産家たちの耳にとまった。この映画はその権利の獲得に切磋琢磨する人々の物語である。

## 出演者
※括弧内は日本語吹替。
- ヘンク・B・ロジャース：タロン・エガートン（木村昴）
- テトリス開発者、アレクセイ・パジトノフ：ニキータ・エフレーモフ（英語版）（三瓶雄樹）
- 通訳、サーシャ：ソフィア・レベデヴァ（英語版）（小若和郁那）
- ミラーソフト社CEO、ケビン・マクスウェル（英語版）役）：アンソニー・ボイル（英語版）（赤坂柾之）
- NOA副社長、ハワード・リンカーン：ベン・マイルズ（斉藤次郎）
- NOA社長、荒川實：山村憲之介
- KGB局員、ヴァレンティン・トリフォノフ：イーゴリ・グラブゾフ（後藤敦）
- ELORG会長、ニコライ・ベリコフ：オレグ・シュテファンコ（英語版）（玉野井直樹）
- ヘンクの妻、アケミ・ロジャース：文音（たなか久美）
- 銀行支店長役：リック・ユーン
- メディア王、ロバート・マクスウェル：ロジャー・アラム（英語版）（高岡瓶々）
- アンドロメダ社営業マン、ロバート・スタイン：トビー・ジョーンズ（魚建）
- 任天堂社長、山内溥：トーゴ・イガワ
- ソ連最高指導者、ミハイル・ゴルバチョフ：マシュー・マーシュ（英語版）
- アレクセイの妻、ニーナ・パジトノフ：イエヴァ・アンドレイェヴァイテ
- ヘンクの娘、マヤ・ロジャース（英語版）：鳴海かのん

日本語吹替その他：小林さとみ、佐藤友啓、東和良、米倉希代子、矢尾幸子、古木海帆、細川祥央、田島章寛、須藤翔、橋本雅史、木村香央里
日本語版制作スタッフ　演出：高橋剛、翻訳：浅野倫子、録音：糸山香連、調整：橋本和典、制作進行：吉村由華、制作：ブロードメディア